# Андреа Лаццарі
Андреа Лаццарі (італ. Andrea Lazzari, нар. 3 грудня 1984, Бергамо) — італійський футболіст, півзахисник клубу «Фіорентина».
Виступав за ряд італійських клубів, а також молодіжну збірну Італії.

## Клубна кар'єра
Народився 3 грудня 1984 року в місті Бергамо. Вихованець футбольної школи клубу «Аталанта». Під час сезону 2003/04 був відправлений з молодіжної команди клуба в основний склад команди. 4 жовтня 2003 року Андреа дебютував в «Аталанті» в матчі з «Вероною», замінивши на 86-й хвилині Ріккардо Монтоліво. На початку наступного сезону, 22 вересня 2004 року, Лаццарі дебютував у серії А, вийшовши на заміну в грі з міланським «Інтером». У тому ж сезоні він став найкращим бомбардиром Кубку Італії, в розіграші якого забив 9 голів, п'ять з яких у двох іграх з «Ювентусом». За підсумками сезону клуб «вилетів» у серію В, там гравець у наступному сезоні провів 30 матчів і забив 4 голи, чим допоміг бергамаскам виграти дивізіон і повернутись в еліту.
У серпні 2006 року Лаццарі був орендований «Чезеною» як частина угоди по переходу в «Аталанту» Адріано Феррейри. За цей клуб футболіст провів 15 матчів і забив 1 гол.
31 січня 2007 року Андреа перейшов в «П'яченцу» за договором суб-оренди; при цьому операція була частиною трансферу з купівлі «Чезеною» Алессандро Пеллікорі.
У червні 2007 року Лаццарі був орендований клубом «Гроссето», де провів 41 матч і забив 8 голів, один з яких ударом з центру поля.
9 червня 2008 року Андреа перейшов в «Кальярі», який викупив 50% трансферу футболіста за 1,7 млн євро. Контракт був підписаний на 4 роки. З першого ж сезону в клубі футболіст став гравцем стартового складу команди. 19 квітня 2009 року він забив перший м'яч за клуб, вразивши ворота «Наполі». Після закінчення сезону «Кальярі» викупив половину трансферу півзахисника. У сезоні 2009/2010 Лаццарі забив 7 голів, ставши одним з найкращих бомбардирів команди. 3 червня 2010 року він підписав новий контракт з клубом на суму 3 млн євро за сезон, незважаючи на предметний інтерес «Мілана», який запропонував 6 млн євро за перехід півзахисника. У сезоні 2010/2011 футболістом цікавилися «Ювентус», «Фіорентина» та, як і раніше, «Мілан».
22 липня 2011 року Лаццарі був куплений «Фіорентиною» за 3 млн євро, уклавши контракт на три роки, з зарплатою приблизно 800 тисяч євро за сезон. В першому ж сезоні Лаццарі зіграв у 33 матчах чемпіонату Італії і забив в них 2 голи. Проте вже влітку 2012 року перейшов в «Удінезе» на правах оренди. До складу «Фіорентини» повернувся 2014 року.

## Виступи за збірну
Протягом 2004–2007 років залучався до складу молодіжної збірної Італії. 2007 року Лаццарі поїхав у її складі на молодіжний чемпіонат Європи, однак на поле не виходив. Всього на молодіжному рівні зіграв у 9 офіційних матчах, забив 2 голи.
6 серпня 2010 року Андреа вперше був викликаний до складу  національної збірної на товариський матч з Кот-д'Івуаром, але на полі півзахисник не з'явився. Також футболіст був у запасі на відбіркових іграх до чемпіонату Європи 2012 року, де також не дебютував.

## Статистика виступів

### Статистика клубних виступів
| Сезон                  | Команда                | Чемпіонат              | Чемпіонат | Чемпіонат | Національний кубок | Національний кубок | Національний кубок | Континентальні кубки | Континентальні кубки | Континентальні кубки | Інші змагання | Інші змагання | Інші змагання | Усього | Усього |
| Сезон                  | Команда                | Ліга                   | Ігор      | Голів     | Ліга               | Ігор               | Голів              | Ліга                 | Ігор                 | Голів                | Ліга          | Ігор          | Голів         | Ігор   | Голів  |
| ---------------------- | ---------------------- | ---------------------- | --------- | --------- | ------------------ | ------------------ | ------------------ | -------------------- | -------------------- | -------------------- | ------------- | ------------- | ------------- | ------ | ------ |
| 2002-03                | «Аталанта»             | A                      | 0         | 0         | КІ                 | 0                  | 0                  | —                    | —                    | —                    | —             | —             | —             | 0      | 0      |
| 2003-04                | «Аталанта»             | B                      | 6         | 0         | КІ                 | 0                  | 0                  | —                    | —                    | —                    | —             | —             | —             | 6      | 0      |
| 2004-05                | «Аталанта»             | A                      | 32        | 1         | КІ                 | 8                  | 9                  | —                    | —                    | —                    | —             | —             | —             | 40     | 10     |
| 2005-06                | «Аталанта»             | B                      | 30        | 4         | КІ                 | 4                  | 1                  | —                    | —                    | —                    | —             | —             | —             | 34     | 5      |
| Усього за «Аталанту»   | Усього за «Аталанту»   | Усього за «Аталанту»   | 68        | 5         |                    | 12                 | 10                 |                      | —                    | —                    |               | —             | —             | 80     | 15     |
| 2006-07                | «Чезена»               | B                      | 14        | 1         | КІ                 | 1                  | 0                  | —                    | —                    | —                    | —             | —             | —             | 15     | 1      |
| 2006-07                | «П'яченца»             | B                      | 13        | 3         | КІ                 | —                  | —                  | —                    | —                    | —                    | —             | —             | —             | 13     | 3      |
| 2007-08                | «Гроссето»             | B                      | 40        | 8         | КІ                 | 1                  | 0                  | —                    | —                    | —                    | —             | —             | —             | 41     | 8      |
| 2008-09                | «Кальярі»              | A                      | 36        | 2         | КІ                 | 2                  | 0                  | —                    | —                    | —                    | —             | —             | —             | 38     | 2      |
| 2009-10                | «Кальярі»              | A                      | 33        | 6         | КІ                 | 1                  | 0                  | —                    | —                    | —                    | —             | —             | —             | 34     | 6      |
| 2010-11                | «Кальярі»              | A                      | 30        | 1         | КІ                 | 2                  | 0                  | —                    | —                    | —                    | —             | —             | —             | 32     | 1      |
| Усього за «Кальярі»    | Усього за «Кальярі»    | Усього за «Кальярі»    | 99        | 9         |                    | 5                  | 0                  |                      | —                    | —                    |               | —             | —             | 104    | 9      |
| 2011-12                | «Фіорентина»           | A                      | 35        | 2         | КІ                 | 3                  | 0                  | —                    | —                    | —                    | —             | —             | —             | 38     | 2      |
| 2012-13                | «Удінезе»              | A                      | 24        | 1         | КІ                 | 0                  | 0                  | ЛЧ+ЛЄ                | 0+4                  | 0                    | —             | —             | —             | 28     | 1      |
| 2013-14                | «Удінезе»              | A                      | 20        | 0         | КІ                 | 1                  | 0                  | ЛЄ                   | 4                    | 2                    | —             | —             | —             | 25     | 2      |
| Усього за «Удінезе»    | Усього за «Удінезе»    | Усього за «Удінезе»    | 44        | 1         |                    | 1                  | 0                  |                      | 8                    | 2                    |               | —             | —             | 53     | 3      |
| 2014-15                | «Фіорентина»           | A                      | 1         | 0         | КІ                 | 0                  | 0                  | ЛЄ                   | 5                    | 0                    |               | —             | —             | 5      | 0      |
| Усього за «Фіорентину» | Усього за «Фіорентину» | Усього за «Фіорентину» | 36        | 2         |                    | 3                  | 0                  |                      | 5                    | 0                    |               | —             | —             | 44     | 2      |
| Усього за кар'єру      | Усього за кар'єру      | Усього за кар'єру      | 313       | 29        |                    | 23                 | 10                 |                      | 13                   | 2                    |               | —             | —             | 350    | 41     |

## Титули і досягнення
- Найкращий бомбардир Кубка Італії (1):

2004-05 (9 голів)